# Elisabet Boehm
Elisabet Boehm (* 27. September 1859 in Rastenburg als Elisabet Steppuhn; † 30. Mai 1943 in Halle (Saale)) war die Gründerin des ersten Landwirtschaftlichen Hausfrauenvereins, die Gründerin der Landfrauenorganisation in Deutschland und damit die Begründerin der Landfrauenbewegung allgemein.

## Leben und Wirken
Elisabet Boehm wurde als Tochter des Gutspächters und Reichstagsabgeordneten Hermann Steppuhn in Ostpreußen geboren. 1880 heiratete sie den Gutsbesitzer Otto Boehm. Von 1880 bis 1911 lebte und wirkte sie in Lamgarben (polnisch Garbno). Elisabet Boehm gehörte dem Kreis ostelbischer Gutsfrauen an, die das Vereinsleben zu Beginn maßgeblich prägten. Schon Ende des 19. Jahrhunderts erkannte sie in sozialer Verantwortung – über ihren persönlichen Wirkungsbereich innerhalb des Gutsbetriebes hinausblickend – die Notwendigkeit weiblicher Einflussnahme auch innerhalb der Landwirtschaft. Die fehlende Organisation der Frauen in der Landwirtschaft und das Bemühen um Anerkennung der Arbeit der Frauen als Mutter und im landwirtschaftlichen Betrieb motivierte sie zur Gründung des ersten Landwirtschaftlichen Hausfrauenvereins in Rastenburg (polnisch Kętrzyn) im Jahr 1898 (mit zunächst 15 Mitgliedern). Zielsetzungen des Vereins waren die Förderung von Ausbildungs- und Fortbildungsmöglichkeiten, die Anerkennung der hauswirtschaftlichen Arbeit als Berufsarbeit, die Überbrückung des Gegensatzes zwischen Stadt und Land sowie praktische Aspekte wie die Verbesserung der Erzeugung und des Absatzes in der Landwirtschaft.
Nach der Gründung weiterer Vereine gleicher Zielsetzung wurde sie 1905 Vorsitzende des neu gegründeten ostpreußischen Landesverbands. In weiteren Teilen des Reichs entstandene Verbände schlossen sich im Jahr 1916 im Reichsbund Landwirtschaftlicher Hausfrauenvereine (Vorläuferorganisation des Deutschen Landfrauenverbands) zusammen, dessen Vorsitzende Elisabet Boehm bis 1929 war.
Neben ihrer Verbandstätigkeit engagierte sie sich besonders für die Berufsausbildung der Frauen; 1912 gründete sie die erste Landwirtschaftliche Frauenschule.

## Veröffentlichungen
- Elisabet Boehm; Dr. W. Borgmann; E. A. Brödermann; Dr. H. Bade u. a.: Illustriertes Landwirtschafts-Lexikon. 2 Bände. Hrsg. v. P. Gisevius. 5. neubearbeitete Auflage. Verlagsbuchhandlung Paul Parey, Berlin 1920; 6., neubearb. Auflage, 1923
- Die deutsche Landfrau und ihr Wirken in Haus und Vaterland. Paul Parey, Berlin 1924; 2., neubearbeitete Auflage 1927, (Enthält eine Vielzahl von Tips für Haus und Hof, u. a. zur Geflügelzucht, der Imkerei, dem Obstbau, dem Reinemachen, der Gastlichkeit, Nachbarschaftspflege, der sozialen Arbeit...)
- Wie ich dazu kam! Reichsnährstand Verlags-GmbH, Berlin 1941

## Ehrungen
Ihr zu Ehren gab die Deutsche Bundespost 1991 ein Postwertzeichen (Büste) aus.

## Ausstellungen
- Elisabet Boehm und die Landfrauenbewegung, Ostpreußisches Landesmuseum, Lüneburg, 27. Juni – 25. Oktober 1998